# آرتاک قولیان
آرتاک قولیان (ارمنی: Արտակ Ղուլյան؛ زادهٔ ۲۸ دسامبر ۱۹۵۸) یک معمار و طراح اهل ارمنستان است. بیشتر شهرت وی برای طراحی کلیساهای جدید ارمنی است.
اثار او رنگ و بوی کلیساهای قدیمی را دارد.

## نگارخانه

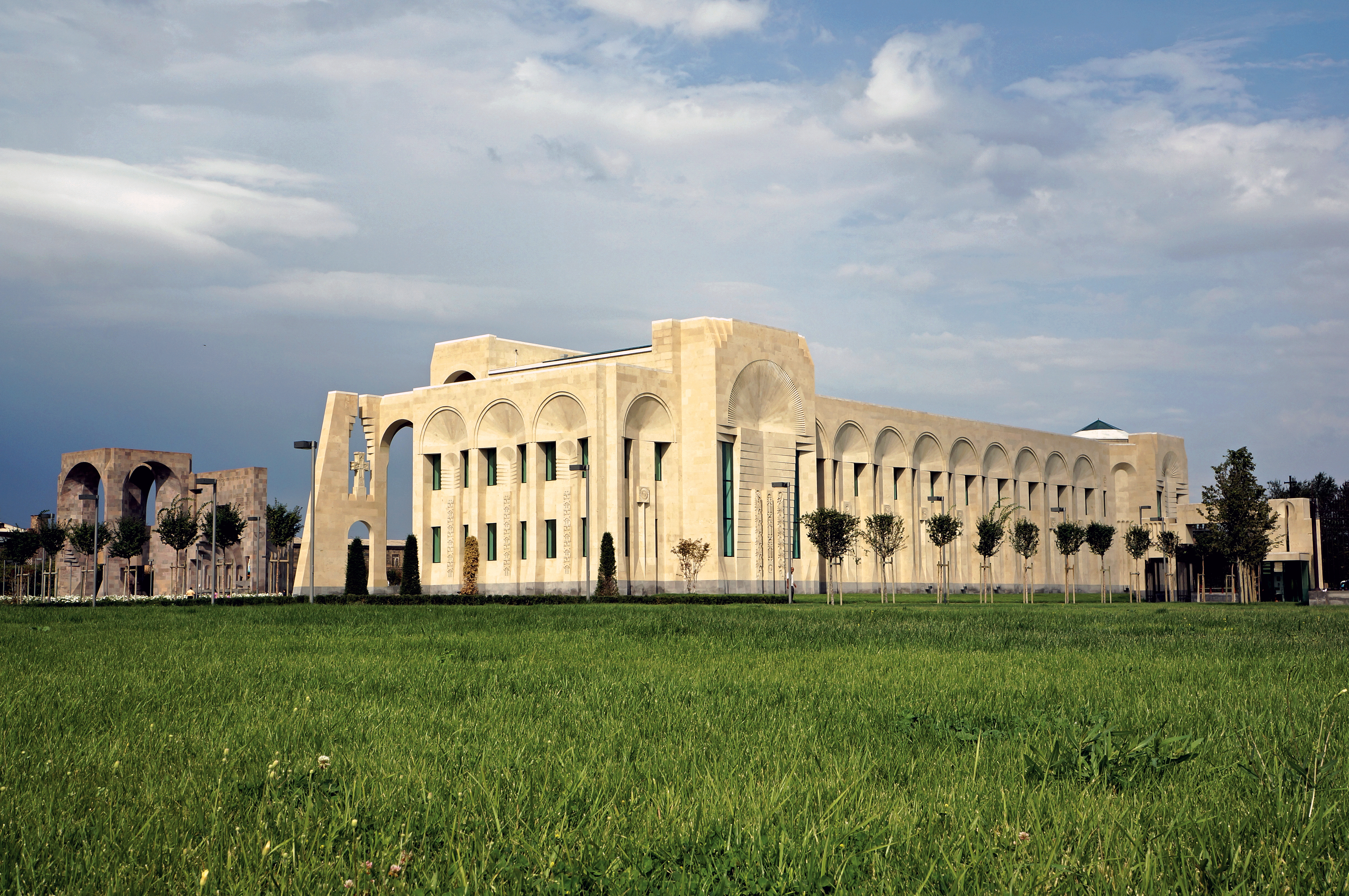
کتابخانه نسخ خطی مانوکیان
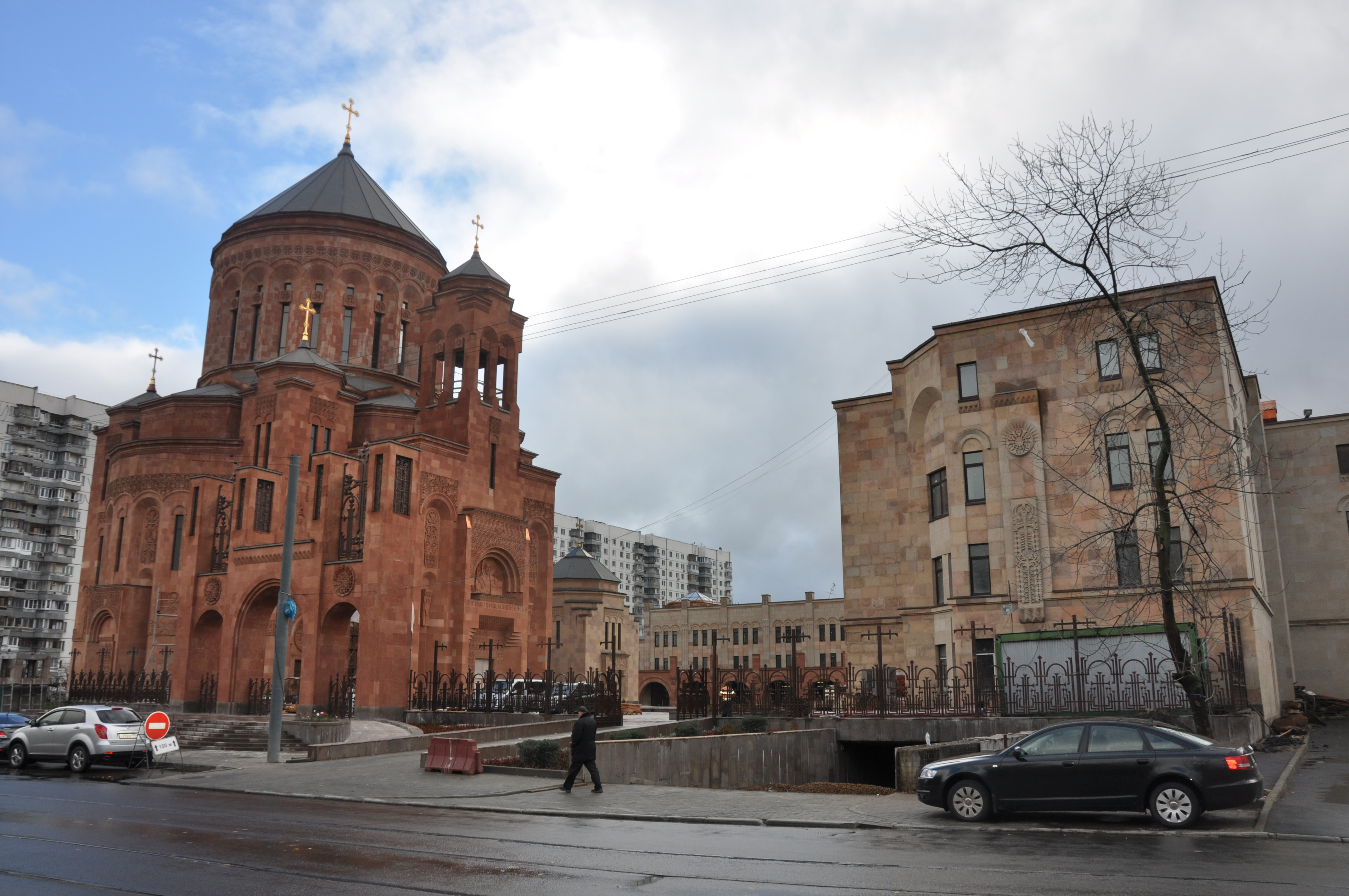
مجموعه صومعه کلیسای حواری ارمنی در مسکو
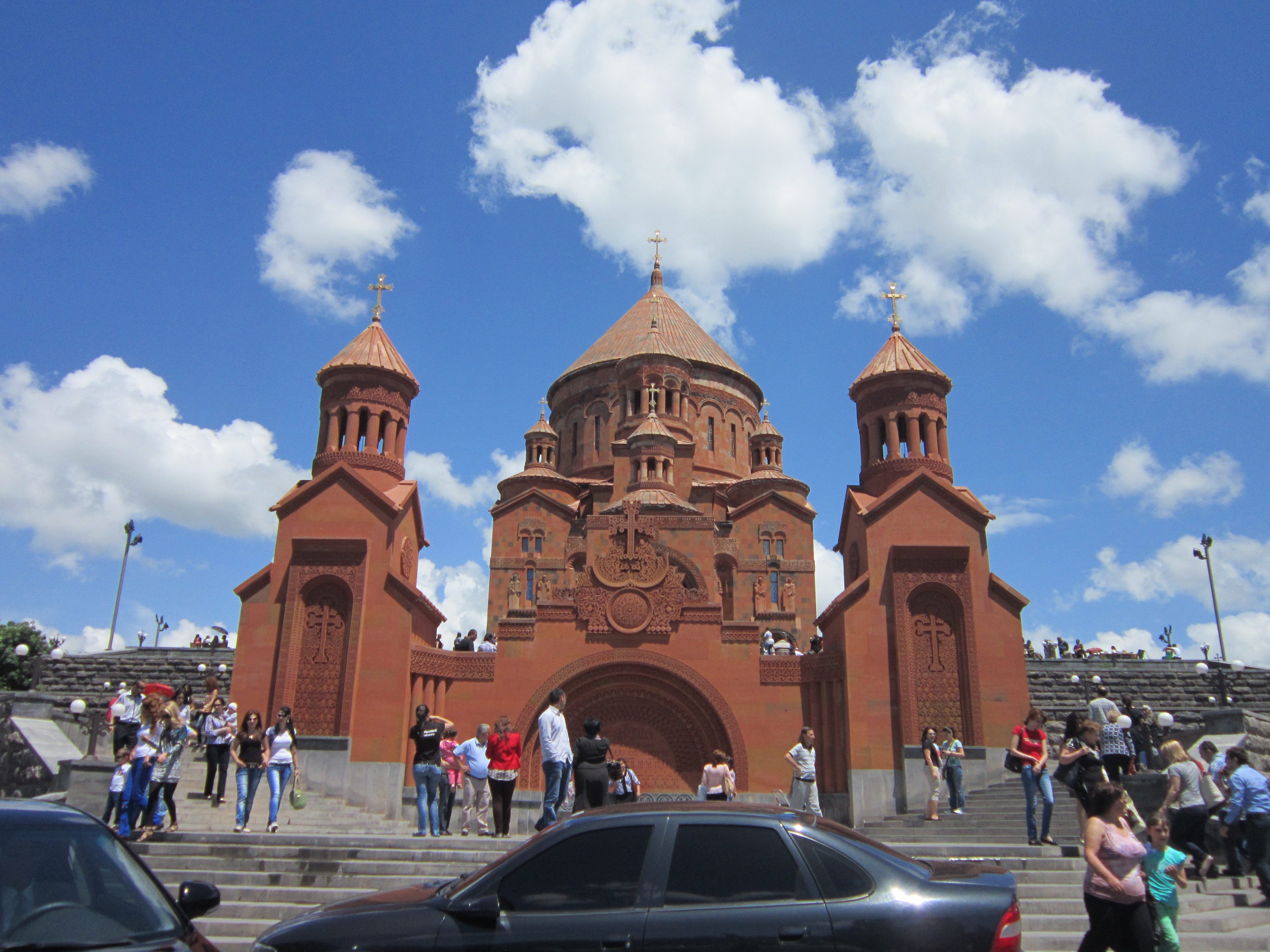
کلیسای سنت جان باپتیست در شهر ابوویان